# Diocese de Kottar
A Diocese de Kottar (Latim:Dioecesis Kottarensis) é uma diocese localizada no município de Nagercoil, no estado de Tâmil Nadu, pertencente a Arquidiocese de Madurai na Índia. Foi fundada em 26 de maio de 1930 pelo Papa Pio XI. Com uma população católica de 258.529 habitantes, sendo 30,9% da população total, possui 94 paróquias com dados de 2020.

## História
Em 26 de maio de 1930 o Papa Pio XI cria a Diocese de Kottar através dos territórios da Diocese de Quilon. Em 2014 a Diocese de Kottar perde território para a formação da Diocese de Kuzhithurai.

## Lista de bispos
A seguir uma lista de bispos desde a criação da diocese em 1930.
|                  | Nome                        | Período          | Notas                        |
| Bispos de Kottar | Bispos de Kottar            | Bispos de Kottar | Bispos de Kottar             |
| ---------------- | --------------------------- | ---------------- | ---------------------------- |
| 6º               | Nazareno Soosai             | 2017 - atual     |                              |
| 5º               | Peter Remigius              | 2007 - 2017      | Bispo emérito dessa diocese  |
| 4º               | Leon Augustine Tharmaraj    | 1988 - 2007      | Faleceu no cargo             |
| 3º               | Marianus Arokiasamy         | 1970 - 1987      | Nomeado arcebispo de Madurai |
| 2º               | Thomas Roch Agniswami, S.J. | 1939 - 1970      |                              |
| 1º               | Lawrence Pereira            | 1930 - 1938      | Faleceu no cargo             |